# فلیکس هوپه-زیلر
فلیکس هوپه-زیلر (آلمانی: Felix Hoppe-Seyler؛ ۲۶ دسامبر ۱۸۲۵ – ۱۰ اوت ۱۸۹۵) یک فیزیولوژیست و شیمی‌دان اهل آلمان بود.